# Aechmea moonenii
Aechmea moonenii är en gräsväxtart som beskrevs av Eric J. Gouda. Aechmea moonenii ingår i släktet Aechmea och familjen Bromeliaceae. Inga underarter finns listade i Catalogue of Life.